# Bruce Green
Bruce Green (né à New York) est un monteur américain.

## Biographie
Après son bref passage au Bard College, Bruce Green traverse les États-Unis, et étudie la peinture et le cinéma au California Institute of the Arts (Cal-Arts). Il y fut reçu grâce à un film d'animation qu'il avait préparé pendant son séjour au Bard College. Il y poursuit ses études environ trois ans, et obtient le baccalauréat ès arts. Il passe de nombreux entretiens et quelques emplois peu intéressants puis se lance à son compte dans les effets spéciaux. Au cours de certains contrats, il rencontre le directeur de la photographie Haskell Wexler, pour qui il travaille comme assistant dans quelques spots publicitaires. Il devient ensuite adjoint de Mort Tubor pour le film Cannonball !, ce que l'on peut considérer comme le début de sa carrière de monteur. Un an plus tard, en 1977, il est responsable de la section des effets spéciaux de La Guerre des étoiles. Green avait obtenu la place, parce que George Lucas avait fondé sa firme Industrial Light & Magic en 1975 et recrutait de nombreux anciens de Cal-Arts. Après avoir travaillé pour Michael Kahn pour Les Aventuriers de l'arche perdue et Indiana Jones et le Temple maudit, il devient son propre patron en 1985 dans Vendredi 13, chapitre 5 : Une nouvelle terreur.
Depuis son travail pour Just Married (ou presque), Green a travaillé entre autres pour Garry Marshall et pour Mark Waters.
Il est membre de l'American Cinema Editors. Après avoir été brièvement vice-président, il a réactivé le journal interne Editors Guild Newsletter.

## Filmographie (partielle)
- 1976 : Cannonball !
- 1977 : La Guerre des étoiles (Assistant effets spéciaux)
- 1981 : Les Aventuriers de l'arche perdue
- 1984 : Indiana Jones et le Temple maudit
- 1985 : Vendredi 13, chapitre 5 : Une nouvelle terreur (Friday the 13th: A New Beginning)
- 1985 : Prime Risk
- 1986 : Vendredi 13 : Jason le mort-vivant
- 1989 : Les Trois Fugitifs
- 1990 : Young Guns 2
- 1990 : Welcome Home, Roxy Carmichael
- 1993 : Rasta Rockett (Cool Runnings)
- 1993 : La Disparue (The Vanishing)
- 1994 : Une équipe aux anges (Angels in the Outfield)
- 1995 : L'Amour à tout prix (While You Were Sleeping)
- 1996 : Two If by Sea
- 1996 : Phénomène (Phenomenon)
- 1997 : Maman, je m'occupe des méchants ! (Home Alone 3)
- 1999 : Just Married (ou presque) (Runaway Bride)
- 1999 : L'Autre Sœur (The Other Sister)
- 2000 : Big Mamma (Big Momma’s House)
- 2001: Princesse malgré elle (The Princess Diaries)
- 2002 : Le Gourou et les Femmes
- 2003 : Freaky Friday : Dans la peau de ma mère
- 2004 : Fashion Maman (Raising Helen)
- 2004: Un mariage de princesse (The Princess Diaries 2: Royal Engagement)
- 2005 : Une famille 2 en 1 (Yours, Mine and Ours)
- 2005: Et si c'était vrai... (Just Like Heaven)
- 2007 : Mère-fille, mode d'emploi (Georgia Rule)
- 2007 : Un enfant pas comme les autres (Martian Child)
- 2008 : Baby Mama
- 2008 : Extreme Movie
- 2009 : Hanté par ses ex (Ghosts of Girlfriends Past)
- 2010 : Valentine's Day
- 2011 : Monsieur Popper et ses pingouins (Mr. Popper’s Penguins)
- 2011 : True Grit
- 2013 : Fat